# Karen Kingsbury
Karen Kingsbury, född 8 juni 1963 i Fairfax, Virginia, är en amerikansk författare av kristna romaner. 
Kingsbury tog journalistexamen 1986 och arbetade för Los Angeles Times. Hennes första bok, Missy's Murder, handlade om ett mord hon skrivit om som journalist, och publicerades 1992. Den följdes av flera verklighetsbaserade kriminalböcker innan hon började skriva kristna böcker. 
Hennes första kristna bok var Where Yesterday Lives, utgiven av Multnomah. Time Magazine har kallat henne för "den kristna skönlitteraturens drottning" Hennes böcker har vunnit flera utmärkelser, bland annat belönades Ever After 2007 med Gold Medallion Book Award av Evangelical Christian Publishers Association.
En av hennes tidiga böcker, Deadly Pretender, filmades som TV-film 1996 med Jeff Fahey och Kim Cattrall. 2009 kom filmen Som maskrosfrön för vinden baserad på Kingsburys roman, med Mira Sorvino och Barry Pepper i huvudrollerna. 
Kingsbury och hennes man har tre biologiska barn och tre adoptivbarn från Haiti.